# Willer-sur-Thur
Willer-sur-Thur é uma comuna francesa na região administrativa de Grande Leste, no departamento Alto Reno. Estende-se por uma área de 18,03 km². Em 2010 a comuna tinha 1 841 habitantes (densidade: 102,1 hab./km²).